# Француски конзулат
Француски конзулат је била влада Прве француске републике од пада Директоријума 1799. године до проглашења Француског царства 1804. године.

## Увод
Наполеон Бонапарта је, након неуспешне кампање у Египту, стигао у Париз 14. октобра 1799. године. Јавно мњење гледало је на њега као на оног ко ће опет наметнути непријатељима мир. У ствари, опасност од инвазије већ је била отклоњена победама у Холандији и Швајцарској. Не желећи да Директоријуму препусти све заслуге, Наполеон се приближио присталицама државног удара, на челу са Сијесом. За помоћ се, као 18. фруктидора, обратио армији. Сада је, међутим, већи део армије био републикански за разлику од фруктидора, када је био ројалистички. Сијес је тражио вођу државног удара. Када се искрцао Бонапарта, узвикнуо је „Ево нашег човека“. Припреме за државни удар брзо су спроведене. Пришао је и Таљеран. Завереници су придобили и Роже Дикоа. Барас је био неутралан. Осамнаестог бримера сазван је Савет старијих. Савет старијих изгласао је да се савети преселе у Сент Клауд. Бонапарта је задужен за извршење те одлуке. Париске јединице стављене су под његову команду. Директоријум је тако лишен власти. Чак је и његова гарда стављена под Наполеонову команду. Деветнаестог бримера одржана је седница савета у Сент Клауду. Бонапарта је у околини концентрисао 4000 до 5000 војника. Саветом је председавао Лисјен Бонапарта. У Савету старијих залагао се за успостављање војне владе која би се укинула по успостављању мира. Наполеон је изгубио стрпљење и појавио се у пратњи генерала и гренадира. Одмах се дигла цела скупштина јер он није имао право да уђе ако није позван. Наполеона су ухватили за оковратник и избацили га напоље. Лисјен је узалудно покушао да одбрани брата. Убрзо је и сам изведен. Браћа Бонапарта придобила су на своју страну војску којом су растерали посланике. Посланици су излазили уз повике „Живела република“. Успостављен је привремени Конзулат од стране већине у Савету пет стотина. Они су донели одлуку о укидању Директоријума. Конзули Француске били су Сијес, Роже Дико и Наполеон Бонапарта који су преузели сва овлашћења Директоријума. Тројица конзула положила су заклетву и кренула у Париз. Француска република претворена је у војну диктатуру.
Државним ударом 18. бримера VIII године Републике почиње Наполеоново доба у историји Француске и Европе. У Француској је успостављена војна диктатура чиме је прекинут ток Француске револуције. Конзуларни период представљао корак назад у односу на највише домете Револуције. Конзулство, дакле, није контрареволуција. Тековине Француске револуције су сачуване и учвршћене. Револуционарне идеје се сада шире много брже и даље него до 1799. године. Оне прелазе Атлантски океан и изазивају ослободилачке покрете у шпанским колонијама. Револуционарни период није завршен 1799. године већ тек 1815. године, а на западу ће се наставити до 1848. и чак до 1870/1. године.
Европске државе нису придавале значаја Наполеоновом државном удару који је био само један од 14 државних удара у Француској и њеним сателитским државама у последње две године. О Бонапарти се тада мало знало. Аустријанци и Италијани су га поштовали због успомена из ратова у Италији, док су га Британци потцењивали памтећи неуспешну инвазију на Египат. Сам Бонапарта је тада имао 30 година.

## Уређење Француског конзулата
Први посао тројице конзула био је израда новог устава који ће озаконити стање након државног удара. За разлику од ранија три француска устава (1791, 1793, 1795), устав из 1799. године садржао је знатно мање чланова (95) и израђен је на брзину, за свега два месеца, од стране две комисије којима их је диктирао Бонапарта и Жозеф Сијес. Најзначајнија новина је увођење принципа цезаризма, диктатуре вође, који се заснива на свемоћи шефа државе. Декларацији права човека и грађанина није било места у новом уставу, а личне слободе грађана само су неодређено поменуте. Гарантовано је право својине, а емигрантима је забрањен улаз у Француску. Опште право гласа гарантовано је свим Французима (напредак у односу на претходни устав), али је изборна процедура искомпликована, па је новина практично анулирана. Постојали су „општински нотабли“ на нивоу општина, департмански на нивоу департмана и национални на нивоу државе. Тако се добијао састав најугледнијих грађана који су бирани у Законодавно тело и Трибунат.
Три законодавна органа била су Сенат, Законодавно тело и Трибунат, мада је од њих само Сенат донекле имао стварна права. Сенат је имао задатак да штити устав и надлежност да га мења у сагласности са конзулима. Трибунат је дискутовао о законским пројектима конзула. Законодавно тело је без расправе (која се обављала пред Трибунатом), по принципу „узми или остави“ прихвата и одбацује законе. Она је углавном изгласавала конзулске предлоге.
Поглавар извршне власти био је први конзул, док су остала двојица имала саветодавну улогу. Ослањао се на Владу и Државни савет. Владу је чинило десетак министара именованих од стране првог конзула који су му помагали у вођењу државе. Државни савет је током Наполеонове владавине имао најзначајнију улогу. Чланове је бирао Наполеон по сопственом нахођењу и са њима се саветовао и замислима и пројектима. 
Задржани су трибунали као представници судске власти. Створен је посебни, Ванредни трибунал, који је могао да без судске одлуке наређује хапшења, изгони људе из земље и сл. Бонапарта је спровео монетарну реформу; на место старих новчаних јединица (ливри и асигната) увео је нову, француски франак. Оснива и Француску банку 1800. године као државну финансијску установу.

### Наполеонов кодекс
Једно од најзначајнијих дела законодавног рада овог периода јесте Грађански законик или Наполеонов кодекс, коначно усвојен 11. маја 1804. године. Идејни творац био је сам Наполеон док су га конкретизовали најбољи француски правници. О кодексу се расправљало на 102 седнице. Наполеоновим кодексом озваничене су све тековине Револуције. Кодекс је прогласио неповредивом личну слободу, слободу права, слободу савести, право на срећу. Озаконио је ликвидацију феудалних односа, продају националних добара, право наслеђа, привредне иницијативе, забранио је радничка удружења. Није укинуо ропство у колонијама нити изједначио права жена и мушкараца. Упркос томе, Наполеонов кодекс је најнапреднији законски акт свога времена.

## Завере против Наполеона
Ново стање у Француској није ишло на руkу радикалним снагама и левим републиканацима, а поготово ројалистима који први дижу устанке против Наполеона. Побуне су брзо угушене, а најутицајније вође ројалиста се предају. Отпор је последњи пружао Фроте који је ухапшен и стрељан. Бонапарта је одбио претендента на престо, Луја XVIII, брата свргнутог краља. Неуспешан покушај атентата пакленом машином пружио је Наполеону прилику да се обрачуна са левичарима. Најпре се мислило да је атентат дело јакобинаца због чега је Жозеф Фуше, шеф тајне полиције, без истраге, затворио јакобински клуб. Око 100 најугледнијих јакобинаца послато је на Сејшелска острва. Ипак, испоставило се да је атентат дело ројалиста те је Наполеон наредио да се погубе двојица најпознатијих ројалистичких вођа. Тако је до 1801. године угушен сваки покушај отпора.
Наполеон је потом предузео кораке у циљу измирења са католичком црквом. Нови папа, Пије VII, био је наклоњен француским револуционарима. Наполеон се чврсто држао два захтева: оставка целокупног француског епископата (и уставног и романског) и папско признање продате црквене имовине током Револуције. Папа је пристао те је 16. јула 1801. године потписан Конкордат који је измирио католичку цркву и нову француску државу. Папа је признао Прву француску републику и позвао епископе да поднесу оставке, а Наполеон се обавезао да установи министарство вере. Калвинистичка и лутеранске, као и јеврејска црква, стављене су под надзор државе.

## Рат друге коалиције
Још на јесен 1799. године Французи су зауставили офанзиву коалиције. Руски цар Павле I Романов повлачи се из коалиције, док Британија, Напуљ и Аустрија настављају ратовање. Француска војска у Италији била је у тешком стању. Командант Масена био је опседнут у Ђенови, без намирница и муниције. Наполеон се преко Швајцарске упутио за Италију и напао Аустријанце са леђа. Они су му кренули у сусрет. До битке је дошло 14. јуна 1800. године код Маренга. Битка се развијала неповољно по Французе. Ствар је спасао генерал Луј Дезе који се самоиницијативно окренуо и ступио у помоћ Наполеону чиме је преокренуо битку. У бици је, међутим, изгубио живот. Истог дана, у Египту је извршен атентат на команданта француских снага, Жан-Батист Клебера, чијом смрћу је рат у Египту изгубљен. Након битке код Маренга, обновљена је Цисалпинска република, а тежиште операција пренето је у Немачку. Тамо је генерал Моро однео другу велику победу у овом делу рата, у бици код Хоенлиндена. Аустрија је након овог пораза приморана на мир. Мир је потписан у Линевилу код Нансија 9. фебруара 1801. године. Наполеон се задовољио аустријским признавањем Цисалпинске републике. Французима је враћена Луизијана, признато им је право на Белгију и на читаву леву обалу Рајне. Само десет дана касније из Друге коалиције излази Напуљска краљевина након потписивања мира у Фолињу. Друга коалиција је тиме престала да постоји јер је у рату остала само Британија. Руски цар Павле, придобијен од Наполеона, оснива Лигу неутралних земаља које се нису хтеле мешати у рат Француске и Британије. Лига је у овом тренутку више погодовала Француској. Британци су инспирисали и помогли атентат у коме је убијен руски цар Павле. Поморским нападом и бомбардовањем Копенхагена разбијена је Лига неутралних.
Французи се 1801. године повлаче из Египта. Преговори су се отегли око Малте, холандских колонија и Египта. Мир је коначно закључен 25. марта 1802. године у Амијену. Енглези су вратили све колоније заузете од 1793. године сем Цејлон и Тринидад. Египат је враћен Османском царству, а Малта реорганизованом реду Јовановаца, али под заштитом шест великих европских сила. Јонска острва стекла су аутономију од султана и названа су незванично „Република седам острва“.

## Устав из 1802. године
На Бонапартин захтев, Државни савет је расписао плебисцит на коме је народ требало да се изјасни по питању: Да ли Наполеон треба да буде доживотни конзул?. Наполеон је добио жељени одговор. Француски устав је том приликом измењен. Ојачана је власт првог конзула. Омогућено му је да именује наследника, а плата му је повећана 12 пута. Наполеон се постепено претварао у монарха.

## Спољна политика
Током 1801. и 1802. године Наполеон склапа повољни трговински споразум са Напуљем, док трговински споразум са Енглеском (попут оног из 1786. године) одбија. Повећавају се царине за британску робу. Обновљеној Цисалпинској републици је 1802. године наметнут устав (по узору на француски) којим је власт предата председнику републике. На то место изабран је Наполеон који је променио и име државе у Италијанску републику наговештавајући тиме свој план да уједини Апенинско полуострво. Лигурска (Ђеновљанска република) обновљена је 1800. године да би 1805. године била званично припојена Француској. Слично се десило и Парми и Пијемонту. Наполеон је 1802. године запосео целу Швајцарску стварајући Хелветску конфедерацију. Батавијска република је после покушаја устанка 1801. године чвршће везана за Француску.
Линевилским уговором Бонапарта је стекао право да интервенише у немачким државама по питању обештећења немачким кнежевима за губитке претрпљене на левој обали Рајне. Бонапарта је тако намеравао да потпуно преуреди Свето римско царство. Одштета кнежевима могла се најједноставније, према Бонапартином мишљењу, решити секуларизацијом црквених имања. Цар и Русија су пристали. Царским указом укинуте су све црквене кнежевине сем три најбитније: Архиепископија Мајнц, Малтешког и Тевтонског реда. Укинуте су стотине малих држава и 45 од укупно 51 слободног града. Њихове територије расподељене су између Баварске, Бадена, Хановера и Аустрије. Наговештава се распад Царства. Наполен је успео да на положај председника Рајхстага постави себи оданог архиепископа Далберга из Мајнца. Цар Франц II је био решен да кида савез. Британци су одбили да евакуишу Малту. Тако је 1803. године обновљен рат у Европи.